# Ванлеренберг, Жан-Мари
Жан-Мари Ванлеренберг (фр. Jean-Marie Vanlerenberghe) — французский политик, сенатор и экс-мэр города Аррас, член партии Союз демократов и независимых.

## Биография
Родился 29 марта 1939 г. в Бюлли-ле-Мин (департамент Па-де-Кале).  По образованию - инженер-строитель, после окончания Католического института искусств и ремесел (ICAM) в Лилле на протяжении десяти лет работ в сфере строительства. С 1981 по 1986 год возглавлял Национальную Федерацию по кредитованию сельского хозяйства (CMAR), затем в 1990-1993 годах - Совет по развитию предприятий и человеческих ресурсов (CAPFOR).
В июне 1995 года Ванлеренберг впервые был избран мэром Арраса, после чего дважды, в 2001 и 2008 годах, побеждал на выборах мэра столицы департамента Па-де-Кале. В сентябре 2001 года был избран, а в сентябре 2011 года - переизбран в Сенат Франции, где занимает пост заместителя председателя комитета по социальным вопросам.
После раскола центристского движения Союз за французскую демократию в 2007 году был одним из ближайших соратников Франсуа Байру при формировании партии Демократическое движение, в созданном Байру "теневом" кабинете был назначен вице-премьером, ответственным за социальные вопросы.
В ноябре 2011 года Жан-Мари Ванелеренберг ушел в отставку с поста мэра Арраса, передав его своему заместителю Фредерику Летюрку.
В сентябре 2012 года вступил в партию Союз демократов и независимых.

## Занимаемые выборные должности
20.06.1986 — 24.07.1989 — депутат Европейского парламента 

31.03.1993 — 18.07.1994 — депутат Европейского парламента

25.06.1995 - 14.11.2011 — мэр Арраса 

04.04.2008 — 2011 — президент агломерации Аррас 

с 23.09.2001 — сенатор Франции от департамента Па-де-Кале